# Mildura Grand Tennis International 2010
Il Mildura Grand Tennis International 2010 è stato un torneo di tennis facente parte della categoria ITF Men's Circuit nell'ambito dell'ITF Men's Circuit 2010 e dell'ITF Women's Circuit nell'ambito dell'ITF Women's Circuit 2010. Sia il torneo maschile che quello femminile si sono giocati a Mildura in Australia dal 15 al 21 febbraio 2010 su campi in erba.

## Vincitori

### Singolare femminile
Casey Dellacqua ha battuto in finale  Sally Peers con il punteggio di 7–5 6–0

### Doppio femminile
Casey Dellacqua /  Jessica Moore hanno battuto in finale  Jarmila Groth /  Jade Hopper con il punteggio di 6–2 7–6(3)

### Singolare
Daniel King-Turner ha battuto in finale  Colin Ebelthite con il punteggio di 6–3, 6(4)–7, 6–4

### Doppio maschile
Matthew Ebden /  Samuel Groth hanno battuto in finale  Adam Hubble /  Sadik Kadir 6–3, 4–6, [10-4]